# Stanisław Stomma
Stanisław Stomma (ur. 5?/18 stycznia 1908 w Szacunach koło Kiejdan, zm. 21 lipca 2005 w Warszawie) – polski prawnik, doktor habilitowany nauk prawnych, specjalista w zakresie prawa karnego, nauczyciel akademicki, publicysta, działacz katolicki i polityk. W latach 1957–1976 z ramienia „Znaku” poseł na Sejm PRL (II, III, IV, V i VI kadencji), od 1981 do 1984 przewodniczący Prymasowskiej Rady Społecznej, w latach 1989–1991 senator I kadencji, marszałek senior Senatu I kadencji. Kawaler Orderu Orła Białego.

## Życiorys

### Młodość
Był synem Ludwika (1859–1910), właściciela ziemskiego, i Jadwigi z domu Jasieńskiej (1875–1944), miał trzy siostry: Helenę (1901–1972), Zofię (1903–1981) i Anielę (1905–1989). Urodził się w rodzinnym dworze w Szacunach, które po I wojnie światowej znalazły się w granicach niepodległej Litwy. Był uczniem Gimnazjum im. Króla Zygmunta Augusta w Wilnie (1922–1928), wstąpił w trakcie nauki w tej szkole do Sodalicji Mariańskiej oraz organizacji „PET”; następnie studiował prawo na Uniwersytecie Stefana Batorego. Od 1928 był działaczem wileńskiego oddziału Stowarzyszenia Katolickiej Młodzieży Akademickiej „Odrodzenie”, w roku akademickim 1929/1930 został jego prezesem. W 1931 debiutował jako publicysta na łamach dziennika „Słowo”.
Pracę magisterską napisaną pod kierunkiem Stefana Glasera obronił w 1932. Po ukończeniu studiów był pozaetatowym aplikantem sądowym, równocześnie pracując w rektoracie macierzystego uniwersytetu jako referent do spraw studenckich. W latach 1933–1936 był także sekretarzem Mariana Zdziechowskiego. Pod koniec 1936 został na krótko członkiem redakcji pisma „Kurier Wileński”, w 1937 kierował dwutygodnikiem „Pax”. W 1937 obronił pracę doktorską pt. Wina i związek przyczynowy w rozwoju prawa karnego, napisaną pod kierunkiem Bronisława Wróblewskiego. W latach 1937–1938 współpracował z dziennikiem „Głos Narodu”; przez pół roku (do października 1937) był członkiem redakcji tego pisma, mieszkał wówczas w Krakowie. W swojej publicystyce w latach 30. zajmował się myślą chrześcijańską, myślą narodową oraz zagadnieniem totalitaryzmu, postulował tzw. nacjonalizm chrześcijański, w ramach którego życie społeczne miało być budowane w oparciu o wspólnotę narodową, ale przy uznaniu absolutnego prymatu etyki katolickiej. W 1938 uzyskał stanowisko starszego asystenta wolontariusza w Zakładzie Prawa Karnego Uniwersytetu Stefana Batorego (kierowanym przez Bronisława Wróblewskiego), ale od razu (w czerwcu 1938) wyjechał na roczne stypendium do Paryża.

### II wojna światowa
Latem 1939 wrócił do Polski, po wybuchu II wojny światowej nie został zmobilizowany w związku z kategorią zdrowia „C”. We wrześniu 1939 zastąpił Józefa Święcickiego na stanowisku redaktora naczelnego „Kuriera Wileńskiego”, ale po wkroczeniu wojsk sowieckich do Polski wyjechał razem ze swoim przyjacielem Antonim Gołubiewem do Rygi. Po wkroczeniu Armii Czerwonej na Łotwę powrócił na Litwę, gdzie ukrywał się na prowincji. Do Wilna powrócił po wkroczeniu wojsk niemieckich w czerwcu 1941. W 1941 został członkiem redakcji konspiracyjnego pisma „Dla Polski” wydawanego przez księdza Józefa Wojtukiewicza, uczestniczył także w tajnym nauczaniu (jego uczniami byli m.in. Henryk Gulbinowicz i Józefa Hennelowa). W lipcu 1944 uciekł z Wilna z uwagi na zbliżającą się Armię Czerwoną. W sierpniu 1944 przebywał w Laskach, zgłosił się wówczas do konspiracji, znalazł się na krótko w szeregach Zgrupowania Stołpeckiego Armii Krajowej. W październiku 1944 wyjechał do Krakowa, tam został pracownikiem Rady Głównej Opiekuńczej. Wszedł też w skład Biura Studiów powołanego pod koniec października przez byłego prezesa RGO Adama Ronikiera, które działało na rzecz utworzenia kolaboracyjnego samorządu polskiego u boku III Rzeszy. Od grudnia 1944 do maja 1945 był klerykiem Wyższego Seminarium Duchownego Archidiecezji Krakowskiej.

### Lata 1946–1956
Po opuszczeniu seminarium został bliskim współpracownikiem, a następnie członkiem zespołu „Tygodnika Powszechnego”; był wówczas orędownikiem poszukiwania kompromisu z władzami komunistycznymi i liczenia się z realiami politycznymi. Współpracował także krótko z pismem „Dziś i Jutro”. Jesienią 1946 został razem z Hanną Malewską redaktorem naczelnym pisma „Znak”, ale de facto od 1947 pismem kierowała Hanna Malewska (Stanisław Stomma pozostał w nim jednym z głównych publicystów). Od 1947 uczestniczył w spotkaniach krakowskiego Klubu Logofagów.
We wrześniu 1946 był sygnatariuszem memoriału intelektualistów katolickich do Episkopatu Polski, w którym apelowano o wsparcie powstania partii politycznej, która reprezentowałaby polskich katolików. W listopadzie tegoż roku podpisał deklarację 37 pisarzy katolickich, którzy poparli inicjatywę powołania katolickiej organizacji politycznej, uczestniczył także w próbie stworzenia za zgodą władz katolickiej reprezentacji parlamentarnej w związku z wyborami parlamentarnymi w 1947 (inicjatywę jako spóźnioną ze strony władz odrzucił ostatecznie Episkopat Polski).
Jesienią 1946 opublikował na łamach trzeciego numeru „Znaku” artykuł zatytułowany Maksymalne i minimalne tendencje społeczne katolików, w którym poszukiwał możliwego do zaakceptowania kompromisu pomiędzy katolicyzmem a socjalizmem, przede wszystkim na płaszczyźnie reform systemu społecznego, uznając, że Kościół katolicki nie jest związany z określonym programem w tym przedmiocie. Podkreślał w nim także konieczność budowania silnych podstaw duchowych, kulturalnych i intelektualnych, dających katolicyzmowi możliwość rozwoju w dłuższej perspektywie. Wobec agresywnej polityki komunistycznej postulował cofnięcie się na pozycje „religijno-moralne”. Jego propozycja spotkała się ze sprzeciwem znacznej części środowisk katolickich (polemizowali z nim m.in. Jan Piwowarczyk, Józef Marian Święcicki, Tadeusz Przeciszewski, Kazimierz Studentowicz, Jerzy Braun), zarzucano mu m.in. postawę kapitulacji. Stanisław Stomma bronił jej następnie w artykule O pozornym maksymalizmie i urojonym defetyzmie, opublikowanym w „Tygodniku Powszechnym” z 20 kwietnia 1947. Poszukiwał innej drogi funkcjonowania środowisk katolickich w komunizmie niż konfrontacja lub ideologiczna kapitulacja.
Od 1 stycznia 1946 był pracownikiem Katedry Prawa Karnego Uniwersytetu Jagiellońskiego, w 1947 habilitował się na podstawie pracy Ocena socjologiczna niektórych pojęć nauki prawa karnego (habilitacja formalnie została zatwierdzona przez resort szkolnictwa wyższego dopiero w 1957). Następnie bezskutecznie ubiegał się o zatrudnienie na Uniwersytecie Mikołaja Kopernika w Toruniu, a w październiku 1949 otrzymał wypowiedzenie na Uniwersytecie Jagiellońskim (postawiono mu wybór: praca na uczelni lub w piśmie katolickim), w wyniku czego przestał pracować na UJ z dniem 31 stycznia 1950.
W numerze „Tygodnika Powszechnego” z 10 grudnia 1950 wspólnie z Jerzym Turowiczem opublikował artykuł Katolicy w Polsce Ludowej, w którym deklarował, że jakkolwiek dostrzega w socjalizmie wiele stron dodatnich, to ideał socjalistyczny nie jest jego ideałem, a odrębne stanowisko katolickie powinno być uszanowane. W innym wspólnym artykule Eksperyment polski opublikowanym w „TP” z 3 lutego 1952 pozytywnie ustosunkował się do porozumienia Państwo-Kościół z 14 kwietnia 1950 i sugerował, że apolityczność katolików pociąga za sobą konieczność lojalności wobec państwa. Wobec nasilającej się polityki antykościelnej oraz ingerencji cenzury w maju 1952 apelował razem z Jerzym Turowiczem i Jackiem Woźniakowskim o dalszą możliwość wydawania „Tygodnika Powszechnego”, deklarując możliwość poparcia niektórych aspektów polityki władz (m.in. w kwestiach gospodarczych, walki z nacjonalizmem i rewizjonizmem niemieckim, sojuszu z ZSRR), ale pod warunkiem zachowania autonomii w kwestiach niepolitycznych. W tym okresie wraz z innymi redaktorami „TP” konsultował większość decyzji strategicznych z arcybiskupem Stefanem Wyszyńskim.
Po tym, jak w czerwcu 1953 dotychczasowy zespół redakcyjny został odsunięty od „Tygodnika Powszechnego”, przez około rok był bezrobotny, w 1954 został zatrudniony w Muzeum Narodowym w Krakowie, gdzie pracował m.in. jako kierownik biblioteki muzealnej. Otrzymał także zaliczkę na cykl esejów od Instytutu Wydawniczego „Pax”. Pozostawał jednym z liderów środowiska byłej redakcji „TP”.

### Lata 1956–1961
W październiku 1956 należał do grupy katolików świeckich, którzy ogłosili utworzenie Ogólnopolskiego Klubu Postępowej Inteligencji Katolickiej, którego celem było sformowanie „reprezentacji społecznej” środowisk katolickich. Został wówczas przyjęty wraz z innymi liderami tego środowiska zarówno przez Stefana Wyszyńskiego, jak i przez Władysława Gomułkę. W „Przeglądzie Kulturalnym” (numer z 25–31 października 1956) opublikował artykuł Dostęp do Polski współczesnej, w którym poparł zmierzające do wyeliminowania totalitaryzmu stalinowskiego reformy października 1956, wskazując przy tym, że integralność terytorialna Polski gwarantowana jest przez sojusz z ZSRR. W listopadzie 1956 został ponownie zatrudniony na Wydziale Prawa UJ, jakkolwiek faktyczną pracę naukową utrudniała mu podjęta wkrótce działalność polityczna (w kolejnych latach miał tylko jednego doktoranta – Andrzeja Spotowskiego, który obronił pracę doktorską w 1970). Nigdy nie został uwzględniony wniosek o nadanie mu tytułu profesora.
W kolejnych latach głosił program tzw. neopozytywizmu, w ramach którego poszukiwał kompromisu z władzami PRL, który umożliwiałby swobodne działania środowisk katolickich (w tym działanie klubów inteligencji katolickiej i reprezentacji parlamentarnej oraz większą swobodę wypowiedzi) i pozwoliłby na ustępstwa władz wobec Kościoła katolickiego. W związku z tym akceptował jako nieunikniony ze względów geopolitycznych sojusz z ZSRR oraz nie kwestionował faktycznej władzy PZPR. Odrzucał w związku z tym tzw. romantyzm polityczny oraz, jak sam ją nazywał, „politykę prestiżową” odwołującą się do „wielkich haseł”. Jego celem pozostawała jednak demokratyzacja systemu. Domagał się, aby polski rząd był wyrazicielem rzeczywistych dążeń narodu, a w sferze ekonomii postulował zerwanie z doktrynerstwem i kontrolę społeczną nad gospodarką.
W 1957 został niezależnym kandydatem w wyborach do Sejmu (kandydował z okręgu nr 34 w Krakowie), publicznie deklarował, że jego celem w Sejmie będzie walka o prawa ludzi wierzących i obrona interesu Kościoła katolickiego. Podkreślał też, że posłowie katoliccy mogą służyć marksistom głosem doradczym. Według oficjalnych wyników w wyborach uzyskał ponad 249 tysięcy głosów, wyprzedzając m.in. premiera Józefa Cyrankiewicza. W Sejmie został przewodniczącym koła posłów „Znak”, był także wiceprzewodniczącym Komisji Spraw Zagranicznych oraz członkiem Konwentu Seniorów. W pierwszym wystąpieniu sejmowym podkreślił, że pomimo różnic natury ideologicznej oraz „przykrych doświadczeń przeszłości” posłowie katoliccy podzielają nadrzędne cele narodowe, w tym ideał Polski suwerennej i sprawiedliwej. Już na początku 1958 dostrzegał odejście od polityki zapoczątkowanej w październiku 1956 (chociaż najważniejsze osiągnięcia tego okresu uważał za zachowane), wzywał publicznie do większego zaufania społeczeństwu i umożliwienia większego zaangażowania osób bezpartyjnych. Początkowo podtrzymywał optymizm co do intencji PZPR, w związku z czym, pomimo pogarszającej się sytuacji Kościoła, z jednej strony namawiał kardynała Stefana Wyszyńskiego do podjęcia kolejnej próby porozumienia z władzami partyjnymi, z drugiej zaś, wraz z innymi posłami „Znaku”, wzywał rządzących do rezygnacji z szykanowania ludzi wierzących oraz akceptacji historycznej i społecznej roli Kościoła katolickiego.
Od 1957 nawiązywał kontakty ze środowiskami politycznymi w Niemczech Zachodnich, otwarcie formułując przy tym warunek nienaruszalności granic.
Od września 1958 był prezesem Klubu Inteligencji Katolickiej w Krakowie; równocześnie pozostawał działaczem Klubu Inteligencji Katolickiej w Warszawie, m.in. w latach 1958–1962 był jego wiceprezesem. W październiku 1958 towarzyszył Stefanowi Wyszyńskiemu w podróży do Rzymu w związku z konklawe po śmierci Piusa XII.
Jesienią 1959 zamieszkał na stałe w Warszawie.

### Lata 1961–1976
W wyborach do Sejmu w 1961 uzyskał ponownie mandat poselski w Krakowie, uzyskując zgodnie z oficjalnymi danymi 302 tysiące głosów (ponownie uzyskał więcej głosów od Józefa Cyrankiewicza). Pozostał także przewodniczącym koła posłów „Znak”, był członkiem Komisji Spraw Zagranicznych i Komisji Wymiaru Sprawiedliwości. W pierwszym przemówieniu sejmowym zawarł afirmację osiągnięć PRL, o dyskryminację wierzących oskarżając niższe szczeble administracji; podkreślił jednak nadzieję na wzrost demokracji w Polsce i bloku socjalistycznym. Pomimo postępującego ochłodzenia w relacjach państwa z Kościołem katolickim poszukiwał w dalszym ciągu możliwości kompromisu, namawiając do tego bezskutecznie kardynała Stefana Wyszyńskiego. Sugerował postawę „społecznie konstruktywną” zamiast „wrogiej neutralności”. Podkreślał też wagę pracy organicznej, w tym potrzebę rozwijania formacji duchowej i intelektualnej młodzieży.
Co najmniej od 1961 jego mieszkanie było podsłuchiwane przez funkcjonariuszy Służby Bezpieczeństwa. Władze PRL uważały go za reprezentanta tzw. prawicy KIK-owskiej, przy czym za kryterium przyjmowano stosunek do PZPR i wskazywano, że grupa ta uważa socjalizm za zło konieczne i działa na rzecz jego liberalizacji, oczekując osłabienia kierowniczej roli partii.
Był zafascynowany soborem watykańskim II, jednak okres posoborowy oceniał później krytycznie, wskazując na silny kryzys w Kościele katolickim wywołany m.in. tendencjami materialistycznymi i konsumpcjonizmem zacierającymi pierwiastek religijny.
W styczniu 1963 opublikował w „Tygodniku Powszechnym” krytyczny wobec tradycji powstańczej artykuł Z kurzem krwi bratniej, poświęcony powstaniu styczniowemu. Skrytykował w nim kult klęski i nieracjonalnej bohaterszczyzny. Został za to publicznie skrytykowany przez Stefana Wyszyńskiego. W tym czasie jego pozycja w kręgach kościelnych stopniowo słabła. Kolejny kryzys w relacjach z prymasem został wywołany kolportowaniem w październiku 1963 w Rzymie „opinii środowisk katolickich w Polsce” związanych z „Tygodnikiem Powszechnym”, miesięcznikami „Znak” i „Więź” oraz kołem posłów „Znak”, przygotowanej z udziałem Stanisława Stommy. W dokumencie tym za błąd uznano potępienie każdej formy państwa rządzonego przez komunistów. Dostrzegając ciągłe pogarszanie się sytuacji Kościoła katolickiego w Polsce, wskazywano, że relacje z władzami nie muszą się pogarszać. Postulowano w związku z tym konstruktywną postawę wobec zadań społecznych i gospodarczych. Najbardziej kontrowersyjnym punktem dokumentu był jednak postulat nawiązania stosunków dyplomatycznym Polski ze Stolicą Apostolską. Tekst ten Stefan Wyszyński uznał za akt nielojalności, a przeprosiny Stanisława Stommy przyjął dopiero w kwietniu 1964.
W latach 60. zaangażował się w proces polsko-niemieckiego pojednania. W 1969 jako pierwszy polski poseł został przyjęty przez prezydenta Niemiec Gustava Heinemanna.
Kolejny raz został posłem w 1965, zajmując czwarte miejsce w okręgu nr 4 w Krakowie, pozostał też przewodniczącym koła poselskiego „Znak”. Na forum Sejmu publicznie krytykował brak postępu procesów demokratyzacji, szykany wobec Kościoła katolickiego, nadmierne ingerencje cenzury; podkreślał, że jedności narodowej nie można utożsamiać z uniformizacją. Jego relacje ze Stefanem Wyszyńskim pozostawały chłodne, odbudowane zostały dopiero w styczniu 1967. W tej kadencji Sejmu spotkał się także z rosnącymi różnicami wewnątrz swego koła poselskiego, zwłaszcza w związku z odrębnym stanowiskiem Janusza Zabłockiego. Razem z innymi członkami koła zgłosił w marcu 1968 interpelację poselską w obronie młodzieży akademickiej będącej ofiarą „brutalnej akcji milicji”, co stało się powodem ataków formułowanych na forum Sejmu. W związku z tym sugerował następnie zrzeczenie się mandatów przez posłów „Znaku”, a także rezygnację z ponownego kandydowania. Do pozostania w Sejmie namawiał jednak posłów koła Stefan Wyszyński.
Ostatecznie w 1969 czwarty raz został posłem, zajmując pierwsze miejsce w okręgu nr 4 w Krakowie (według oficjalnych wyników uzyskał 97% oddanych głosów), ponownie obejmując funkcję przewodniczącego koła. W tej kadencji Sejmu był wiceprzewodniczącym sejmowej Komisji Spraw Zagranicznych i członkiem Komisji Wymiaru Sprawiedliwości. Jego pozycja wewnątrz środowiska posłów „Znaku” jednak słabła. Janusz Zabłocki sugerował, aby nowym przewodniczącym został Konstanty Łubieński, a jedynym zwolennikiem Stanisława Stommy pozostawał Tadeusz Mazowiecki. Poprawne stosunki utrzymywał natomiast z kardynałem Stefanem Wyszyńskim. Także jego kontakty polityczne z władzami PRL epoki Edwarda Gierka były słabsze niż wcześniej (lepszymi dysponowali inni posłowie koła – Janusz Zabłocki i Konstanty Łubieński).
Do Sejmu wybrany został również w 1972 (tym razem w okręgu nr 9 w Białymstoku, gdzie według oficjalnych wyników zajął drugie miejsce, zdobywając ponad 98% oddanych głosów). Kolejny raz został przewodniczącym koła posłów „Znak”, chociaż wewnątrz koła planowano zmianę na tej funkcji. Przeciwko temu zaprotestowało jednak krakowskie zaplecze „Znaku”, które uważało, że w takiej sytuacji Stanisław Stomma powinien opuścić koło. W lutym 1976 jako jedyny poseł nie poparł zmian w Konstytucji PRL, które dotyczyły kierowniczej roli PZPR oraz sojuszu z ZSRR, wstrzymując się wówczas od głosu. Uważał, że zmiany będą utrwalać socjalistyczną formę władzy bez kontroli ze strony społeczeństwa. Władze PRL nie pozwoliły mu w związku z tym na kandydowanie do Sejmu w 1976, chociaż on sam dopuszczał taką możliwość.

### Lata 1976–1989
W 1978 przeszedł na emeryturę na Uniwersytecie Jagiellońskim. W drugiej połowie lat 70. zachowywał dystans wobec działalności opozycyjnej, zaprzyjaźnił się natomiast z Adamem Michnikiem, którego uważał za najmądrzejszego polskiego polityka tamtych czasów. W 1980 opublikował książkę Czy fatalizm wrogości. Refleksje o stosunkach polsko-niemieckich 1871–1933.
W okresie wydarzeń sierpniowych w 1980 przyłączył się do skierowanego do władz komunistycznych apelu 64 naukowców, literatów i publicystów o podjęcie dialogu ze strajkującymi robotnikami. Po powstaniu „Solidarności” zachowywał do niej przyjazny dystans, nie odpowiadał mu nadmierny radykalizm wielu wystąpień związkowych. Jesienią 1981 był sygnatariuszem dwóch listów otwartych kierowanych do władz PRL, w których wzywano do poszukiwania jedności i dialogu. Wskazując na odpowiedzialność rządu za trudną sytuację gospodarczą, autorzy listów podkreślali równocześnie konieczność respektowania sojuszu ze Związkiem Radzieckim. Dokumenty te nie wpłynęły jednak na decyzje władz. W grudniu 1981 został przewodniczącym nowo powołanej Prymasowskiej Rady Społecznej. Był głównym autorem podstawowego dokumentu tego gremium, ogłoszonego w kwietniu 1982 pt. Tezy Prymasowskiej Rady Społecznej w sprawie ugody społecznej, w którym postulowano porozumienie władz ze społeczeństwem. Warunkiem ugody miało być przerwanie represji i umożliwienie swobodnej działalności związków zawodowych, organizacji kulturalnych i społecznych. Kierował zespołem roboczym rady ds. myśli politycznej. Od 1983 krytycznie oceniał metody jej pracy, postulował obrady mniejszego, lecz bardziej wyspecjalizowanego grona osób.
Był przeciwnikiem demonstracji ulicznych i strajku powszechnego, opowiadając się za budowaniem w dłuższym okresie niezależnych struktur społecznych. Jesienią 1983 uczestniczył na prośbę władz kościelnych w negocjacjach z władzami dotyczących losu oczekujących na proces przywódców „Solidarności” i KSS „KOR”. Pod koniec kadencji Prymasowskiej Rady Społecznej w grudniu 1984 zaangażował się działalność, początkowo nieformalnego, klubu dyskusyjnego – Klubu Myśli Politycznej „Dziekania”, którego został przewodniczącym. Od 1986 wchodził w skład utworzonego wówczas konwentu seniorów określającego program spotkań. Odrzucił natomiast możliwość wejścia do Sejmu w ramach nowej koncesjonowanej przez władze grupy katolickiej oraz udziału w Radzie Konsultacyjnej przy przewodniczącym Rady Państwa, jakkolwiek tę ostatnią decyzję podjął dopiero pod wpływem negatywnego stanowiska warszawskiego KIK-u. W 1988 stanął na czele „Dziekanii” jako działającego legalnie stowarzyszenia, którego celem miało być stworzenie platformy współpracy różnych środowisk niezależnych, cechujących się realizmem i umiarem w dążeniach politycznych i społecznych. W grudniu 1988 wszedł w skład Komitetu Obywatelskiego przy przewodniczącym NSZZ „Solidarność” Lechu Wałęsie. Wiosną 1989 uczestniczył po stronie opozycyjnej w obradach Okrągłego Stołu – w obradach plenarnych oraz w pracach zespołu ds. reform politycznych.

### Lata 1989–2005

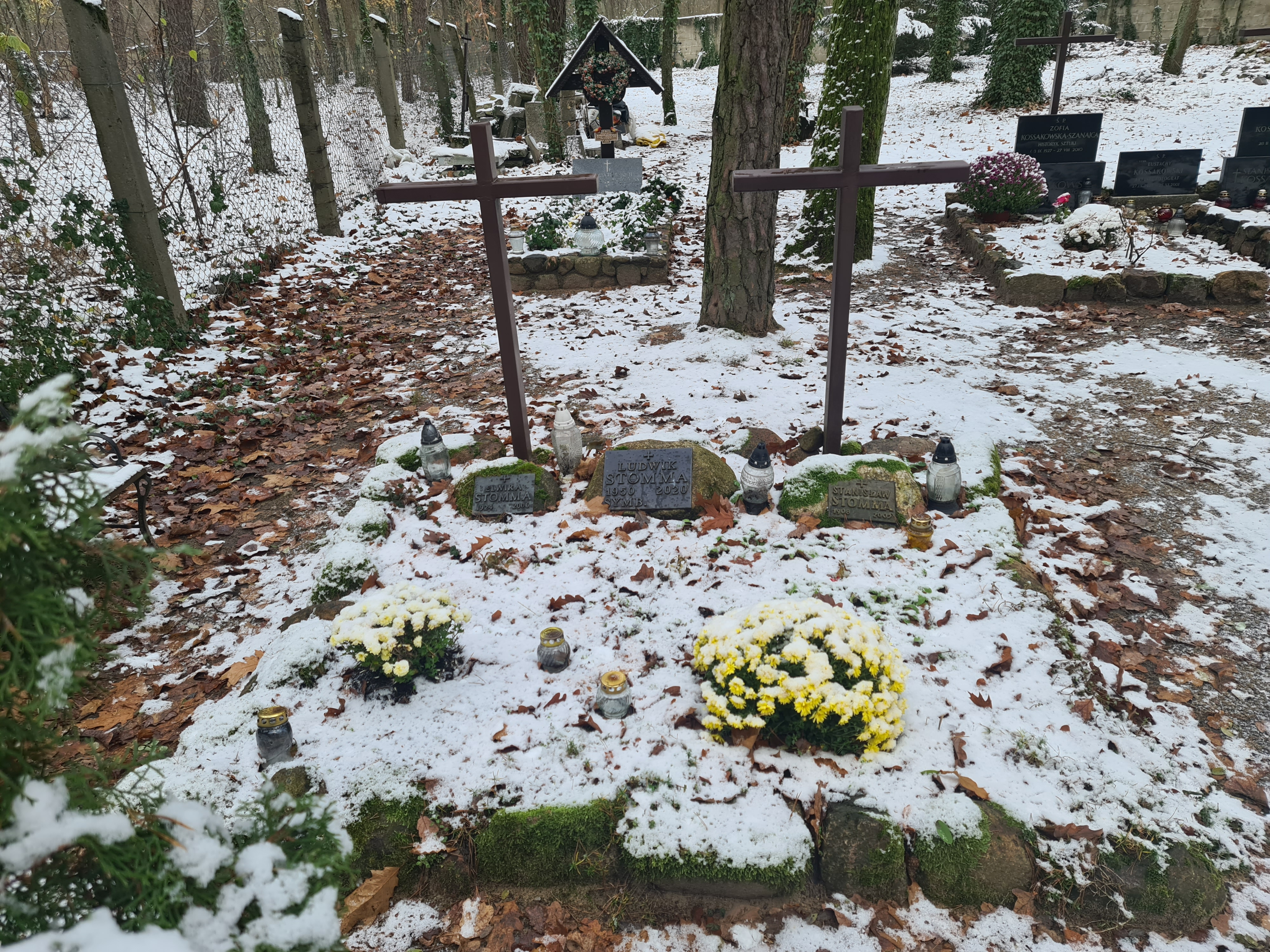
Grób Stanisława i Elwiry Stommów oraz symboliczny grób ich syna Ludwika na cmentarzu leśnym w Laskach

W wyborach w 1989 został wybrany w skład Senatu z województwa płockiego. 4 lipca 1989 jako marszałek senior przewodniczył inauguracyjnemu posiedzeniu Senatu I kadencji, należał wówczas do Obywatelskiego Klubu Parlamentarnego. W wyższej izbie parlamentu został członkiem Komisji Spraw Zagranicznych. Po wyborach uważał za obowiązujący kompromis wypracowany przy Okrągłym Stole. Oddał głos nieważny w czasie głosowania nad kandydaturą Wojciecha Jaruzelskiego na urząd prezydenta. Poparł także tezy opublikowanego kilkanaście dni wcześniej artykułu Adama Michnika Wasz prezydent, nasz premier. Jesienią 1989 zakończył wraz z innym członkami działalność Klubu Myśli Politycznej „Dziekania”. Należał do założycieli powstałego w czerwcu 1990 Forum Prawicy Demokratycznej, był członkiem jego rady programowej. Był też członkiem koła parlamentarnego FPD.
Należał do zwolenników kandydowania Tadeusza Mazowieckiego na urząd prezydenta w 1990. W końcu 1990 wszedł razem z innymi politykami FPD w skład Unii Demokratycznej, gdzie należał do Frakcji Prawicy Demokratycznej. Pozostał w UD także po utworzeniu jesienią 1992 przez część członków frakcji Partii Konserwatywnej. Był przeciwnikiem ideologicznej walki z Kościołem katolickim, czemu dawał wyraz w wewnątrzpartyjnych dyskusjach. Od 1994 był członkiem Unii Wolności, chociaż należał do przeciwników zjednoczenia UD z Kongresem Liberalno-Demokratycznym. W kolejnych latach nie odgrywał jednak w partii większej roli.
Aprobował reformy gospodarcze Leszka Balcerowicza, jakkolwiek wzywał do aktywnej polityki społecznej. Sprzeciwiał się lustracji i postawieniu Wojciecha Jaruzelskiego przed Trybunałem Stanu, bronił istoty porozumienia Okrągłego Stołu. Do połowy lat 90. uczestniczył w gremiach związanych z kształtowaniem polityki zagranicznej, m.in. w spotkaniach Klubu Atlantyckiego i Stowarzyszenia Euro-Atlantyckiego. Był członkiem Towarzystwa Polsko-Izraelskiego i Rady ds. Stosunków Polsko-Żydowskich przy prezydencie RP.
Zmarł 21 lipca 2005. Uroczystości pogrzebowe odbyły się 27 lipca 2005 w warszawskiej archikatedrze. Został pochowany na cmentarzu leśnym w Laskach.

## Życie prywatne
W 1947 ożenił się z poznaną w Wilnie Elwirą Szykowską (1924–2006). W 1948 urodziła się ich córka Magdalena, a w 1950 – ich syn Ludwik.

## Odznaczenia i wyróżnienia
- Order Orła Białego (1994)[145]
- Krzyż Komandorski Orderu Odrodzenia Polski (1969)[97][46]
- Krzyż Kawalerski Orderu Odrodzenia Polski (1964)[46]
- Medal za Długoletnie Pożycie Małżeńskie (1997)[146]
- Odznaka 1000-lecia Państwa Polskiego (1966)[147]
- Krzyż Wielki Orderu Zasługi Republiki Federalnej Niemiec (1988)[46]
- Nagroda im. Włodzimierza Pietrzaka (1950)[148]
- Nagroda Fundacji Piotra Büchnera (1992)[149]
- Tytuł doktora honoris causa UJ (2000)[150]